# Longham, Dorset
Longham är en by i civil parish Ferndown Town, i kommunen Dorset, i grevskapet Dorset i England. Byn är belägen 6 km från Wimborne Minster. Byn hade 575 invånare år 2021.